# Majasaari (ö i Kymmenedalen, Kouvola, lat 61,22, long 26,82)
Majasaari är en ö i Finland. Den ligger i sjön Repovesi, Luujärvi och Tihvetjärvi och i kommunen Kouvola i den ekonomiska regionen  Kouvola ekonomiska region  och landskapet Kymmenedalen, i den södra delen av landet, 150 km nordost om huvudstaden Helsingfors. Öns area är 6,6 hektar och dess största längd är 0,6 kilometer i nord-sydlig riktning.